# Neid

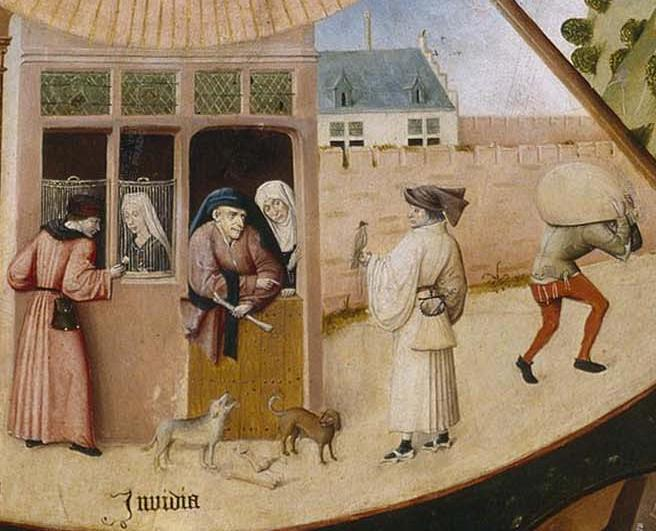
Bosch: Ausschnitt aus Die sieben Todsünden und die vier letzten Dinge: Der Neid. Ein Paar beneidet einen reichen Mann mit Falken und einem Lasten tragenden Diener. Ihre Tochter richtet den Blick auf die Prall gefüllte Geldbörse an der Taille ihres Gesprächspartners. Die Hunde veranschaulichen die Redewendung "Zwei Hunde können sich schwer auf einen Knochen einigen."

Neid bezeichnet eine Empfindung, bei der die neidende Person über die Güter einer anderen Person selbst verfügen möchte oder ihr diese nicht gönnt. Dabei kann sich der Neid auf materielle Besitztümer und auf immaterielle Vorzüge wie Attraktivität, Erfolg, Freundschaften oder Privilegien beziehen.

## Psychologie

### Unterschiedliche Arten von Neid

Der Neid (Invidia aus der Serie der Sieben Todsünden)
Hieronymus Cock

Neid ist ein soziales Phänomen, das beim Vergleich mit Anderen entsteht. Die neidische Person beobachtet ihr Umfeld, bewertet die Unterschiede und sieht sich selbst im Nachteil.
In der Psychologie werden zwei Formen von Neid unterschieden:
- Der Wunsch einer neidenden Person, ebenfalls die Güter zu erlangen, um die die beneidete Person beneidet wird, ohne sie dieser zu missgönnen (konstruktiver Neid).[4]
- Der Wunsch einer neidenden Person, dass die beneidete Person die Güter, um die sie beneidet wird, verliert (destruktiver Neid, auch Missgunst). So kann der Neidende auch den Wunsch nach anderem Schaden für die beneidete Person entwickeln.[5]

Sowohl der konstruktive als auch der destruktive Neid ergeben sich aus dem Bedürfnis, den eigenen Selbstwert zu maximieren und seine relative Position in der sozialen Hierarchie zu verbessern. Psychologische Studien zum Neid beziehen sich daher häufig auf die Theorie der Aufrechterhaltung der Selbstbewertung von Abraham Tesser und die Theorie des sozialen Vergleichs von Leon Festinger.
Konstruktiver Neid gilt als neutrale Emotion, da er keine destruktiven Impulse oder Handlungen nach sich zieht. Ein Eingeständnis konstruktiven Neids kann als Zeichen innerer Größe verstanden werden. Konstruktiver Neid kann zweierlei bedeuten:
- Wohlwollende bewusst geäußerte Anerkennung des Vorteils der beneideten Person. Dies ist insbesondere bei grundsätzlich positiver Grundeinstellung der beneideten Person gegenüber möglich. Es besteht im Allgemeinen keine Absicht, die Ungleichheit zu beseitigen, in vielen Fällen, weil dies aussichtslos ist. Ein Beispiel für diese Situation ist ein Großvater, der seine Enkeltochter für ihre Jugend, Gesundheit und Unbeschwertheit beneidet. Er missgönnt ihr diese Zustände nicht und würde sie ihr auch nicht wegnehmen wollen, wenn das ginge. Er erfreut sich sogar daran. Aber er würde sagen, dass er sie dafür beneide, weil er auch gerne noch einmal so jung, gesund und unbeschwert wäre.
- Bemühungen seitens des Neiders, selbst die geneideten Güter zu erlangen. Dies motiviert im Allgemeinen zu erhöhter Leistung und ist in Konkurrenzgesellschaften von Vorteil. Hier zeigt sich der Neid als Ehrgeiz, ein Gut (ebenfalls) erlangen oder ein Ziel erreichen zu wollen.

Von den beiden Ausprägungsformen gilt nur der destruktive Neid als ethisch und moralisch verwerflich.

### Rezeption
In der öffentlichen Rezeption des Begriffes steht im Allgemeinen die Bedeutung des destruktiven Neids, also der Missgunst, im Fokus. Dadurch erhält der eigentlich neutrale Begriff Neid eine überwiegend negative Bedeutung. Dem Neidenden wird also unterstellt, dass sein Neid auch dadurch zu befriedigen sei, dass der Beneidete die geneideten Güter verliert oder anderen Schaden erleidet. Das allgemeine Gefühl des Neids wird also mit destruktivem Neid gleichgesetzt.
Destruktiver Neid gilt insbesondere als verwerflich, da er mit Missgunst (lateinisch invidia) verbunden (bzw. als soziale Konflikte auslösende und auf Schädigung erfolgreicher Konkurrenten zielende Sonderform des Hassens von der Missgunst motiviert) ist und damit im Allgemeinen (begriffskonstituierende) destruktive Emotionen oder Handlungen nach sich zieht wie z. B. Hass, Schadenfreude, Denunziation, Verrat, Sabotage, üble Nachrede und in letzter Instanz für den Beneideten sogar gefährlich werden kann.
Destruktiver Neid wird in vielen Fällen verschwiegen oder geleugnet, da er ein Eingeständnis der Unterlegenheit gegenüber der beneideten Person bedeutet.

„Neid entsteht aus Schwäche, Kleinmut, mangelndem Selbstvertrauen, selbstempfundener Unterlegenheit und überspanntem Ehrgeiz, deswegen verbirgt der Neider seinen unschönen Charakterzug schamhaft. Er lehnt lauthals ab, es dem Beneideten gleichzutun. […] geht es ihm an den Kragen, genießt der Neider stille Schadenfreude.“

Eine zweite in der öffentlichen Rezeption des Begriffes sehr präsente Dimension des Begriffes Neid ist, dass seine Verwendung unterstellt, dass der Wunsch des Neidenden nicht gerechtfertigt, also letztlich nur egoistisch motiviert sei. Dies unterscheidet ihn vom Begriff des Gerechtigkeitssinnes.
Bei der Verwendung des Begriffes Neid kann hinterfragt werden, ob er nicht von der bevorteilten Seite zur Diskreditierung des Gerechtigkeitssinnes der benachteiligten Seite im Sinne eines Kampfbegriffes verwendet wird im Sinne von: „Neid ist das böse Wort, das die Reichen für den Gerechtigkeitssinn der Armen verwenden.“
Ein Beispiel hierfür ist die Bezeichnung emanzipatorischer Bewegungen (historisch z. B. der Arbeiterbewegung) als Neid statt als Gerechtigkeitssinn.
Im Sinne der Hauptbedeutung des Begriffes Neid ist dies zwar korrekt, die Konnotation des Nicht-gerechtfertigt-Seins der Forderung führt aber ebenso wie die häufig unausgesprochen mitschwingende Unterstellung destruktiven Neides (im Allgemeinen bewusst) zu einer Verunglimpfung der Angesprochenen und stellt damit die Forderung nach einem sozialen Ausgleich als egoistisch-verwerflich und damit illegitim dar.

## Soziologie

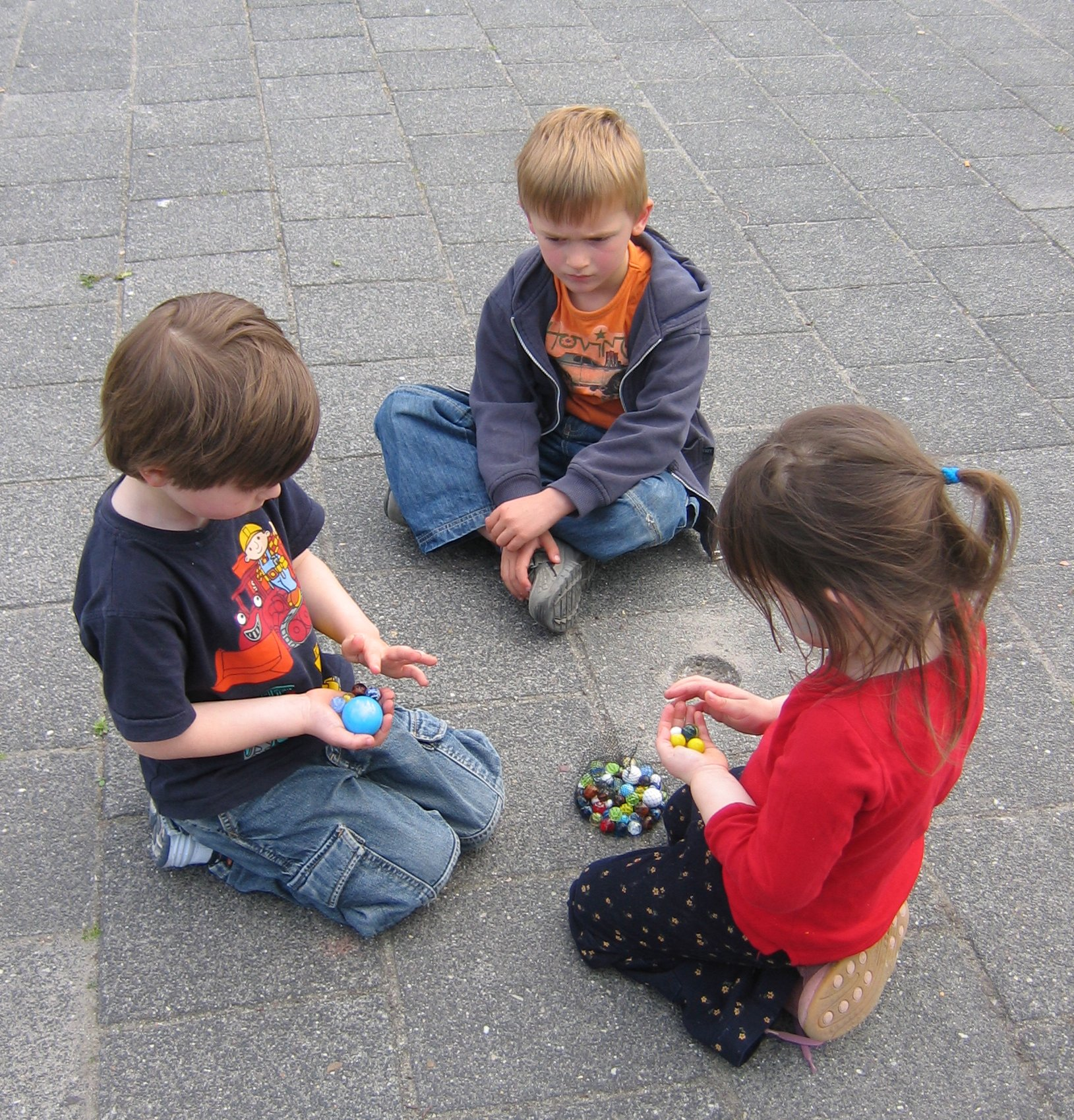
Ein Kind neidet den Murmelbesitz des anderen Kindes

Bereits Gustav Ratzenhofer hat 1899 den „Brotneid“ als einen grundsätzlichen sozialen Antrieb („Urkraft“) konstatiert. Helmut Schoeck hat dann den Neid geradezu zum Schlüsselbegriff der Soziologie erklärt. Er war überzeugt, dass erst die Furcht vor zerstörerischem Neid anderer das Zusammenleben in größeren Gruppen ermögliche. Menschen versuchen sich vor diesem Neid zu schützen, unter anderem, indem sie Hab und Gut miteinander teilen. So wurde der Neid der Götter etwa mit Opfergaben zu besänftigen versucht.
In seinem 1966 erschienenen Standardwerk Der Neid und die Gesellschaft postulierte Schoeck, dass kein anderes Motiv so viel Konformität erzeuge wie die Furcht, bei anderen Neid zu erwecken und dafür geächtet zu werden. Erst durch die Fähigkeit, sich gegenseitig durch den Verdacht auf Neid zu kontrollieren, sei die Bildung von Gruppen mit unterschiedlichen Aufgaben sozial möglich geworden. Ebenso konstatierte der französische Psychiater François Lelord, dass Neid ein wichtiger Mechanismus im Zusammenleben von Gruppen sei.
Als eher umgangssprachlicher Begriff bezeichnet „Sozialneid“ den Neid in einem sozialen Milieu auf eine – auch nur vermeintlich – besser gestellte andere Gruppierung (Bezugsgruppe). Er bezieht sich auf Privilegien (etwa Macht- oder Genussmöglichkeiten). Bereits Aristoteles postulierte einen gerechten Neid bei ungleicher Verteilung der Güter. Der Psychoanalytiker Rolf Haubl unterscheidet zwischen dem negativen feindselig-schädigenden und depressiv-lähmenden und dem positiven ehrgeizig-stimulierenden und empört-rechtenden Neid, der das Gerechtigkeitsgefühl anrege und auf Veränderung dränge. Der Schriftsteller Hartmut El Kurdi hat dazu seine eigene Perspektive: Politisch wirksam gewesen sei in Deutschland in den Jahrzehnten von 1990 bis 2020 der „Sozialneid der Villenviertel“. Denn wenn man sich den Niedergang des öffentlichen Sektors und den gleichzeitigen Anstieg der Privatvermögen seit den Neunzigern anschaue, werde klar, „warum die Bibliotheken und Stadtteilbäder geschlossen werden mussten. Weil die »Besserverdiener« es nicht ertragen konnten, dass es ein paar Dinge gab, die nicht nur ihnen, sondern allen gehörten.“ Auch der Armutsforscher Christoph Butterwegge sieht einen sehr ausgeprägten "Sozialneid nach unten" als Ursache für die Spaltung der Gesellschaft.

Der Historiker Götz Aly sieht im Neid eine wesentliche Ursache für das besondere Erstarken des Antisemitismus in Deutschland:

„Die in ihrer Entwicklung sehr viel langsameren christlichen Deutschen beneideten die Juden um ihre Weltläufigkeit, Urbanität und Auffassungsgabe, um ihr kaufmännisches Geschick und ihre Bildung. 1848 hieß es in einem Überblick zur Lage der israelitischen Minderheit: »Die teilweise Wohlhabenheit und besondere Erwerbsgeschäftigkeit der Juden ist es, die ihnen die Angriffe dieser Stände auf den Hals zieht, welche sich durch solche Geschäftigkeit benachteiligt fühlen.«“

### Neidvorwurf als Immunisierungsstrategie
Den Kritikern von großem materiellem Reichtum wird zum Teil unterstellt, dass es ihnen nicht um Gerechtigkeit gehe, sondern dass sie von Neid getrieben seien. Dieser Vorwurf wird jedoch als nicht überzeugend bemängelt, da Neidgefühle eine soziale Nähe voraussetzen, die kaum entstehen kann, da Superreiche durch Abschottung in einer Art Parallelwelt leben. Neid richtet sich demgegenüber viel häufiger auf ärmere Menschen – z. B. Flüchtlinge und Sozialhilfeempfänger –, die staatliche Unterstützung erhalten. Beim Neidvorwurf solle es sich daher vielmehr um eine Immunisierungsstrategie handeln.

## Verhaltensforschung
Studien mit Kapuzineraffen um Frans de Waal an der Emory University zeigten in der Verhaltensbiologie eine Verweigerungshaltung bei benachteiligten Tieren. Die Forscher spielten mit den Affen und belohnten sie mit unterschiedlichen Leckereien. Boten die Forscher etwa einem Tier leckere Trauben und dem anderen lediglich ein Stück Gurke, verweigerte letzteres eine weitere Zusammenarbeit in dem Spiel. Ein Forscherteam um den Bonner Neuroökonomen Armin Falk verglich in Experimenten unter einem Kernspintomographen die Gehirnaktivität von menschlichen Probanden. Er sieht einen Beleg für seine These, dass Menschen wie Kapuzineraffen Belohnungen immer im Vergleich sehen.
Der Zürcher Ökonom Ernst Fehr vertritt die Auffassung, dass eine milde Form des Neides ein emotionales Grundbedürfnis des Menschen sei. Diesbezügliche Forschungen zeigen demnach auf, dass Menschen bescheidene Vermögensverhältnisse bevorzugen, wenn sich diese zumindest nicht wesentlich von denen anderer Menschen unterscheiden und ein für sie höheres Einkommen nur mit im Vergleich dann deutlich höheren Einkünften anderer verbunden wäre. Dieser neidbedingte Antrieb ende laut Fehr allerdings abrupt beim Erlangen der vorher beneideten Position der Bessergestellten; die erlangte Position werde nun gegenüber anderen verteidigt und als befriedigend empfunden. Das Gefühl des Neides diene somit primär nur der Befriedigung der eigenen egoistischen Bedürfnisse und weniger einem allumfassenden Wunsch nach Gerechtigkeit. Neid in Form des Verübelns der Besserstellung anderer bei gleichzeitiger Begehr desselben Status für sich erfülle damit die Kriterien der Doppelmoral.
Die Wirtschaftswissenschaftler Daniel Zizzo und Andrew Oswald von der Universität Warwick wiesen in einem computersimulierten Glücksspiel nach, dass nahezu zwei Drittel aller Teilnehmer Gebrauch von der Option machten, unter Einsatz eines Teils ihres Gewinns andere finanziell zu schädigen, obwohl sie dabei die Hälfte der ausgeschütteten Gewinnsumme verloren. Im Zusammenhang mit der Veröffentlichung der Ergebnisse 2001 schrieben Zizzo und Oswald: „Unsere Experimente messen die dunkle Seite der menschlichen Natur.“
Neid ist ein Faktor des (Über)lebens und der Evolution. Tiere beneiden sich manchmal auch: Futterneid oder Neid auf Paarungspartner, Nistplätze, Schmuck(federn) usw. Allerdings missgönnen Tiere sich gegenseitig nichts – zumindest nicht nach heutigem Erkenntnisstand. Menschlicher Neid unterscheidet sich davon aber insofern, als wir uns meistens dessen bewusst sind, wodurch es nicht mehr ein bloßer Instinkt ist, sondern eine Emotion.

### Abgrenzung zur Eifersucht
Neid beschreiben Betroffene mit Minderwertigkeitsgefühlen, dem Verlangen nach etwas, Groll und Missbilligung der Emotion. Eifersucht war dagegen gekennzeichnet durch Verlustängste, Misstrauen, Angst und Wut.

## Psychiatrie
Die Psychiatrie kennt exzessiven Neid als Symptom bestimmter Formen der narzisstischen Persönlichkeitsstörung.

## Bewertung in den Religionen

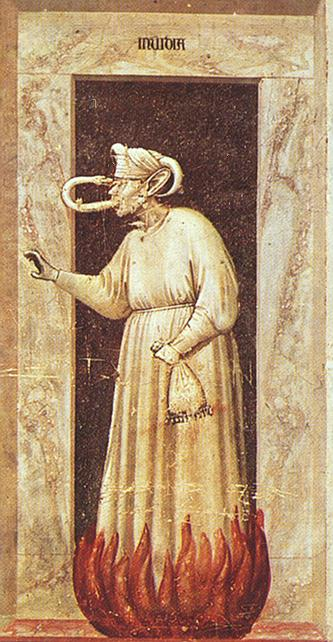
Giotto, um 1300: Invidia. Neid als allegorische Darstellung einer alten Frau mit einer Schlange aus dem Mund. Die Schlange wendet sich gegen die Neidende, indem sie ihre Augen beißt, gemäß der wörtlichen etymologischen Bedeutung des Wortes Invidia als Defektivum des "Nicht-Sehens".

In der Bibel wird Neid an mehreren Stellen verurteilt, zum Beispiel Röm 1,29 , 1 Tim 6,4 , Tit 3,3 , 1 Petr 2,1 , Jak 3,14+16 , Gal 5,21 . Bekannt ist vor allem die biblische Erzählung von Kain und Abel, in der Neid ein Mordmotiv darstellt; oder das Gleichnis von den Arbeitern im Weinberg. Der Neid gehört seit dem späten 6. Jahrhundert zu den sieben Hauptsünden (siehe auch zur Abgrenzung Todsünden) der Römisch-katholischen Kirche.
Im Hinduismus wird gesellschaftliche Ungleichheit als Folge des individuellen spirituellen Karmas dargestellt und Neid lediglich als das nicht akzeptierte Karma bzw. Schicksal, das der Welt der Kasten entgegensteht. Danach kann nur ein spirituell-esoterischer Aufstieg nach dem Anerkennen des eigenen Karmas erfolgen, der einen in eine höhere Kaste nach einer späteren Wiedergeburt bringt, oder ganz im Jenseits. Als Anti-Neid-Konzept ist der Hinduismus bei den durch das Karma weniger Benachteiligten sehr populär und bestimmt so den Großteil der Welt von 850 Millionen Hindus.
Im Islam wird der Neid im Koran erwähnt. Es gilt, ihn als eine schlechte Eigenschaft zu besiegen und damit bei sich selbst anzufangen. Laut dem Propheten Muhammed kann Neid zu Unheil und sogar zum Tode führen. Es existieren Schutzverse und Bittgebete, die mit Gottes Hilfe vor einem Neider schützen.

## Trivia
Sogenannte Neidköpfe, meist angebracht an Giebeln, sollten dem Volksglauben nach das Unheil und Böse abwehren. Die bösen Mächte und Geister sollten den Menschen in den damit bedachten Gebäuden nichts neiden und sie damit nicht gegen die Bewohner aufbringen.
Die Farbe Gelb steht unter anderem für Neid. Diese Zuordnung ist primär durch die sprachliche Aussage "Gelb vor Neid werden" entstanden.